# Osphranteria
Osphranteria (лат.)— род жесткокрылых из семейства усачей. Три представителя рода обитают на территории Ирана и некоторых других стран Центральной Азии (Афганистан, Пакистан, Турция). Вид Osphranteria coerulescens (длина 10—20 мм) обнаружен в июне — июле на растениях семейства Rosaceae (Prunus, Amygdalus и других), а Osphranteria lata (длина 15—25 мм) — в апреле — июне на растениях Ziziphus sp. (Rhamnaceae). Род Osphranteria был впервые описан в 1850 году австрийским энтомологом Людвигом Редтенбахером и является близким родственником жуков рода Аромии.

## Систематика
В составе рода:
- Osphranteria coerulescens Redtenbacher, 1850 — Иран, Пакистан, Турция[4]
- Osphranteria lata Pic, 1956 — Афганистан, Иран
- Osphranteria suaveolens Redtenbacher, 1850 — Афганистан, Иран